# Вайцеховский, Сергей Михайлович
Сергей Михайлович Вайцеховский (24 августа 1930, Воронеж — 15 сентября 2002, Вена) — главный тренер сборной СССР по плаванию, доктор педагогических наук, профессор. Заслуженный тренер СССР.

## Биография
Родился в семье кадрового офицера Михаила Емельяновича Вайцеховского, участника Первой мировой, Гражданской и Великой Отечественной войн, который скончался в 1942 году от полученных в сражении ран.
Сергей Вайцеховский в юношеские годы мечтал о военной карьере. Окончил Суворовское училище, затем поступил в Институт военных переводчиков на специализацию «немецкий и шведский языки», однако институт он так и не окончил. На предпоследнем курсе в самом начале 1950-х был отправлен в служебную командировку в Германию, где был военным комендантом одного из небольших городков в ГДР.
В армии увлёкся пятиборьем, входил в число кандидатов в сборную СССР. Вернувшись в Советский Союз, поступил во Львовский институт физической культуры. После полуторагодичной учёбы был приглашён в аспирантуру в Москву, там же защитил диссертацию. В 1972 году занял должность заведующего кафедрой плавания Института физической культуры в Москве, а вскоре получил приглашение стать главным тренером сборной СССР по плаванию. Работал вместе с Павлом Иосселиани, Борисом Зеновым и другими именитыми тренерами.
Вместе с другими тренерами отправился сначала в Австралию, а затем и в США для обмена опытом. Тогда же написал «Книгу тренера» ― учебное пособие для своих коллег, впоследствии изданное во многих социалистических странах.
Тем не менее первое крупное соревнование команды под руководством Вайцеховского обернулось поражением в матче с ГДР в 1973 году. Сборная СССР проиграла с сокрушительным счётом 4:96. По возвращении в Москву Сергей Михайлович заявил руководству Спорткомитета: «Дайте мне пять лет. Через пять лет я буду катать немцев по полу ногами и смеяться!»
На Олимпийских играх 1976 года в Монреале команда завоевала 9 медалей. В общекомандном зачёте советские пловцы заняли третье место после США и ГДР.
На чемпионате мира 1978 года советская сборная, выиграв 4 золотых, 4 серебряных и 5 бронзовых медалей, одержала победу над командой ГДР (1 золотая, 6 серебряных, 5 бронзовых медалей), но уступила США (20 золотых, 12 серебряных, 4 бронзовых медалей).
В 1980 году на XXII Олимпийских играх в Москве пловцы выиграли 8 золотых (причём 3 из них ― Владимир Сальников), 9 серебряных и 5 бронзовых медалей.
На чемпионате мира 1982 года в Эквадоре команда СССР стала третьей (4 золотых, 7 серебряных и 3 бронзовые медали) вслед за командами ГДР (12 золотых, 8 серебряных, 5 бронзовых медалей) и США (8 золотых, 8 серебряных, 9 бронзовых медалей). Выступление команды было признано неудачным, и Вайцеховский был снят с поста главного тренера. После этого в течение нескольких лет занимался педагогической и научной деятельностью, стал профессором, защитил докторскую диссертацию. Получил предложение стать тренером сборной ФРГ, от которого отказался. В 1989 году уехал тренировать сборную Австрии, однако активно проработал с ней всего 3 года, почти сразу же серьёзно заболел и перенёс несколько инсультов. Правительство страны предоставило ему гражданство, пенсию и оплату лечения.
Скончался в сентябре 2002 года.

## Семья
Отец — Вайцеховский, Михаил Емельянович (1896—1942). Мать — Вайцеховская Антонина Савельевна. Супруга — Вайцеховская Мария Ивановна, также тренер по плаванию, мастер спорта СССР. Старший брат — Михаил Михайлович Вайцеховский, офицер. Дочь — Вайцеховская, Елена Сергеевна (род. 1958), заслуженный мастер спорта СССР, олимпийская чемпионка по прыжкам в воду, обозреватель газеты «Спорт-Экспресс». Сын — Вайцеховский Михаил Сергеевич (род. 1964), мастер спорта, ныне занимается оружейным бизнесом.

## Награды
- Орден Трудового Красного Знамени (1976)
- Орден Трудового Красного Знамени (1980)[8]